# White Horse (Taylor Swift)
White Horse è un singolo della cantante statunitense Taylor Swift, pubblicato il 9 dicembre 2008 come secondo estratto dal secondo album in studio Fearless.

## Antefatti
Swift ha iniziato a comporre White Horse quasi un anno prima dell'uscita di Fearless, tre settimane dopo aver composto il singolo di successo Love Story. Per prima cosa l'artista ha scritto la prima strofa, per poi contattare l'autrice Liz Rose al fine di completare il brano. Le due hanno completato la scrittura della canzone in circa 45 minuti. La canzone è stata ispirata da un fidanzato di Swift che aveva percepito come un principe azzurro e, nella caduta della relazione, ha capito di non esserlo. Ha detto che era la persona che aveva attivato la canzone, ma, una volta nel mezzo della sua scrittura, è andata alla deriva. Si concentrava sul momento iniziale in cui riconosceva che la relazione era finita. Ha detto tutto dopo quel particolare momento incentrato sul recupero e, a causa di ciò, l'ha considerato l'aspetto più solenne di una rottura: «Per me White Horse è quella che, a mio parere, è la parte più straziante di una rottura – quel momento in cui ti rendi conto che tutti i sogni che hai avuto, tutte quelle visioni che avevi voluto essere con questa persona, tutto ciò scompare». Sulla differenza tra i temi di White Horse e Love Story, Swift ha spiegato che in scenari divergenti, considerava le fiabe in modi diversi. Ha attribuito il fatto che, poiché non si aspettava di passare attraverso l'evento, è diventata più incline a entrare in sintonia con la realtà.
La canzone non doveva essere originariamente inclusa in Fearless a causa del fatto che la solitudine di Swift era già rappresentata con precisione nell'album; quindi, Swift stava pianificando di includere la traccia sul suo terzo album in studio, che sarebbe diventato Speak Now nel 2010. Tuttavia, quando l'agenzia di gestione di Swift a Los Angeles ha fissato un appuntamento con i produttori esecutivi della sua serie televisiva preferita, Grey's Anatomy, Betsy Beers e Shonda Rhimes, hanno discusso di includere la musica di Swift nella serie. Swift ha scelto di suonare White Horse dal vivo con una chitarra acustica. Beers e Rhimes rimasero molto impressionati e dissero a Swift che le avrebbero risposto telefonicamente appena possibile. Swift aveva deciso di non includere la traccia su Fearless, fino a quando i produttori hanno risposto, cosa che non hanno fatto per un po' di tempo. Quando i rappresentanti di Grey's Anatomy hanno chiamato, Swift e Nathan Chapman hanno registrato la canzone immediatamente, hanno inviato loro un CD e hanno deciso di usarlo nella serie televisiva. White Horse ha debuttato nel primo episodio della quinta stagione di Grey's Anatomy, "Dream a Little Dream of Me", il 25 settembre 2008.

## Composizione
White Horse è una canzone tipicamente country, La canzone è basata su un hook pop, con una strumentazione basata principalmente su una chitarra acustica e un piano soft, con accenni di violoncello. La produzione, tuttavia, è scarsa, lasciando un'enfasi sulla voce morbida di Swift.
Il testo di è scritto in prima persona, con Swift che riflette in un'occasione in cui una relazione, che all'inizio sembrava una favola, è crollata: "Non sono una principessa, questa non è una favola / Io non sono quello che toglierai dai suoi piedi / Condurla su per la tromba delle scale." La traccia parla di dolore e disillusione, nella chiara prospettiva di un realista rinato. A causa del cuore spezzato, la protagonista scappa dalla cittadina in cui ha vissuto.

## Accoglienza
White Horse è stata accolta generalmente in modo positivo dalla critica. August Brown del Los Angeles Times ha paragonato la canzone a Jolene di Dolly Parton, dicendo che Parton avrebbe riconosciuto la sua stessa situazione in White Horse e si sarebbe congratulata con Swift per aver tentato ad andare avanti. Jonathan Keefe di Slant Magazine ha definito White Horse una «bella ballata» con un ritornello prominente e l'ha definito «facilmente il miglior brano» di Fearless. Tuttavia, Keefer ha dichiarato: «Perfino White Horse [...] si avvale di un'immagine ben usata e cliché che Swift non rinnova in nessun modo». Josh Love di The Village Voice ha pensato che «la saggezza e l'inclusività preternaturali brillano attraverso il testo e il tema di White Horse», aggiungendo che era una delle «grandi canzoni di Fearless». Lucy Davies della BBC ha detto che aveva dimostrato quanto fossero ripetitivi i temi dei testi di Fearless. Ha notato che Swift ha riciclato la frase "face of an angel" dal brano precedente dell'album, Hey Stephen. Un recensore non accreditato di Billboard ha dichiarato: «Il secondo singolo estratto dal disco di Taylor Swift è una bellissima ballata sottovalutata che mette in risalto la sua abilità con un testo e brilla su un riflettore sulla sua classica immagine da tenera cantante». La recensione ha dichiarato che quest'ultima è stata realizzata dalla produzione della canzone, il che ha reso la performance vocale di Swift più palpabile ed emotiva. La recensione si è complimentata con la canzone, descrivendola come qualcosa a cui tutti potrebbero riguardarsi. Kate Kiefer di Paste l'ha riconosciuto come una delle migliori canzoni di Swift. Sean Dooley di About.com ha attribuito l'efficacia della traccia al fatto che la Swift abbia catturato il momento straziante. Durante la revisione di Fearless, Dooley ha selezionato White Horse come uno dei migliori brani dell'album.
Ai Grammy Awards 2010 White Horse ha vinto due Grammy Award come miglior canzone country e miglior performance vocale femminile country.

## Tracce
1. White Horse (Radio Edit) – 3:24

## Successo commerciale
White Horse ha debuttato al numero tredici nella Billboard Hot 100. La sua apparizione sulla classifica, insieme ad altre sei canzoni, ha legato Swift con Miley Cyrus per l'artista femminile di avere il maggior numero di canzoni sulla Billboard Hot 100 nella stessa settimana, un record più tardi superato da Swift stessa quando ha ottenuto undici brani in classifica contemporaneamente nel 2010. La settimana seguente il singolo è sceso al numero cinquantasei e, nella settimana terminata il 25 aprile 2009, ha trascorso la sua ultima settimana sulla Billboard Hot 100 al numero quarantaquattro, dopo un totale di ventidue settimane in classifica. La canzone è una delle tredici canzoni di Fearless ad aver raggiunto le prime quaranta posizioni della Billboard Hot 100, battendo il record delle più canzoni ad essere arrivate in top 40 da uno stesso album.
Il singolo ha debuttato al numero trentasette nella Billboard Hot Country Songs il 12 dicembre 2008, salendo alla numero ventisei nella settimana seguente, il più grande salto della settimana. Nella settimana terminata il 14 febbraio 2009, è entrato nella top ten al numero dieci, segnando la settima consecutiva di Swift. Ha raggiunto il massimo picco al secondo posto il 4 aprile 2009 e si è mantenuto a quella posizione la settimana seguente prima di scendere al numero sette.
White Horse ha debuttato al numero ventisette in Canada nella settimana terminata il 29 novembre 2008. Nella settimana del 24 gennaio 2009 ha raggiunto come posizione massima la numero 43. In Australia il singolo è arrivato al suo apice al numero 41 della settimana terminata il 22 febbraio 2009. Nel Regno Unito ha debuttato al suo picco al numero sessanta il 21 marzo 2009, rimanendo in classifica per due settimane.

## Classifiche
| Classifica (2008/09)  | Posizione massima |
| --------------------- | ----------------- |
| Australia             | 41                |
| Canada                | 43                |
| Regno Unito           | 60                |
| Stati Uniti           | 13                |
| Stati Uniti (country) | 2                 |

## White Horse (Taylor's Version)
In seguito alla controversia con la sua precedente casa discografica e la vendita dei master delle pubblicazioni precedenti al suo contratto con la Republic Records, Swift ha cominciato a ri-registrare tutta la sua discografia dal 2006 al 2019, includendo anche brani non inclusi in alcun album in studio. Ogni reincisione presenta la dicitura Taylor's Version nel titolo, per distinguerla dall'incisione originale e quindi dal master non di proprietà della cantautrice.
Il 9 aprile 2021 Taylor Swift ha ripubblicato il brano sotto il nome White Horse (Taylor's Version), incluso nell'album Fearless (Taylor's Version).